# Dansinn
Dansinn är en isländsk dramafilm från 1998 i regi av Ágúst Guðmundsson. Huvudrollerna spelas av Gunnar Helgason, Baldur T. Hreinsson och Pálína Jónsdóttir. Den handlar om ett bröllop på Färöarna som störs av ett förlist brittiskt trålfartyg och flera andra förvecklingar.  Förlaga är novellen "Här skall dansas" av William Heinesen.

## Rollista (i urval)
- Gunnar Helgason – Pétur
- Baldur T. Hreinsson – Ívar
- Pálína Jónsdóttir – Sirsa
- Dofri Hermannsson – Haraldur
- Gísli Halldórsson – Nikulás
- Kristina Sundar Hansen – Anna Linda
- Saga Jónsdóttir – Salmóma
- Arnar Jónsson – Djákni
- Magnús Ólafsson – Sýslumaður
- Benedikt Erlingsson – Hólófernes

## Tillkomst
Kristín Atladóttir och Ágúst Guðmundsson skrev manus med William Heinesens novell "Här skall dansas" (danska: Her skal danses) som förlaga. Ísfilm producerade filmen i samarbete med Oxford Film Company, Nordisk Film och Hamburger Kino Kompanie. Inspelningen ägde rum på Färöarna med isländska skådespelare.

### Visningar
Filmen visades vid Toronto International Film Festival, Festroia i Setúbal, Moskvas internationella filmfestival. Den hade isländsk premiär den 23 september 1998.

## Mottagande
Guðmundur Ásgeirsson på Morgunblaðið beskrev Dansinn som "utan tvekan en av de bättre filmerna som gjorts i det här landet" och jämförde den med den danska filmen Babettes gästabud. Han ansåg att dialogerna hade ojämn kvalitet medan det uppbrutna berättandet gav filmen lätthet. Kritikern skrev: "Dansinn är det senaste årets bästa isländska film och väcker hopp om en ljusare framtid för branschen."
Leonard Klady vid Variety skrev:
Regissörens behagfulla, exakta stil kontrasterar skarpt med de tjutande vindar och våldsamma regn som mörbultar figurerna. Tekniska attribut är rikt nyanserade och förstärks av ett kvardröjande soundtrack som inlemmar traditionell folkmusik. Rollsättningen är livligt ihopsatt, ner till den minsta rollen.

### Utmärkelser
Filmen vann pris för Bästa foto vid Festroia och Bästa regi vid Moskvas internationella filmfestival.
Vid Eddapriset 1999 belönades Þórunn María Jónsdóttir för sitt arbete med kostymerna. Filmen nominerades även för Bästa film, regi och skådespelare (Dofri Hermannsson). Den nominerades till norska Amandapriset samma år för Bästa nordiska film.